# 2016 en jeu
Pour les articles homonymes, voir 2016 en jeu vidéo.
Chronologie du jeu
- 2012
- 2013
- 2014
- 2015
- 2016
- 2017
- 2018
- 2019
- 2020

Cet article présente les faits marquants de l'année 2016 concernant le jeu.

## Évènements
- 12 janvier : l'éditeur américain Wizards of the Coast (Hasbro) publie le document de référence du système (SRD, system reference document) de Dungeons & Dragons 5 (D&D5) sous licence ludique libre (OGL, open game license)[1].
- Première publication d'Ankama Boardgames

### Compétitions
- Championnat du monde féminin d'échecs 2016
- 16 décembre : Marrero gang remporte la première édition de World Chase Tag (championnat du monde de jeu du chat) au Phare de Bow Creek[2].

## Sorties

### Jeux de société
- Kingz, Antonin Boccara, Ankama Boardgames
- 75tg Gnom' Street, Charles Bossart et Sébastien Darras, Ankama Boardgames
- Hero Realms, Darwin Kastle et Robert Dougherty, Wise Wizard Games

## Récompenses
- Spiel des Jahres : Codenames
- As d'or : Mysterium